# Renault Fuego
Renault Fuego — легковий автомобіль з кузовом типу купе, що випускався компанією Renault з 1980 по 1992 рік. Він змінив собою купе Renault 15/17.

## Опис

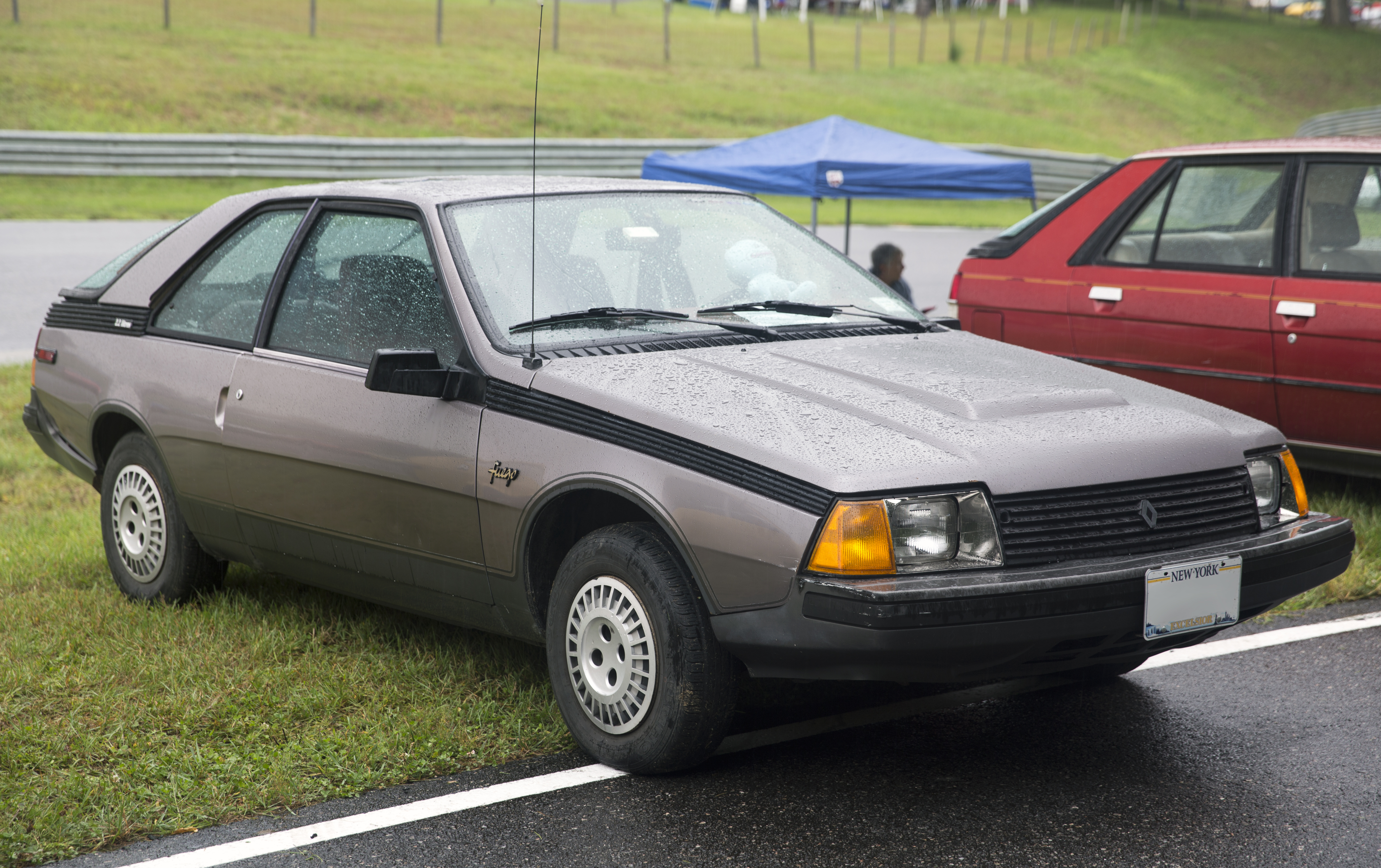

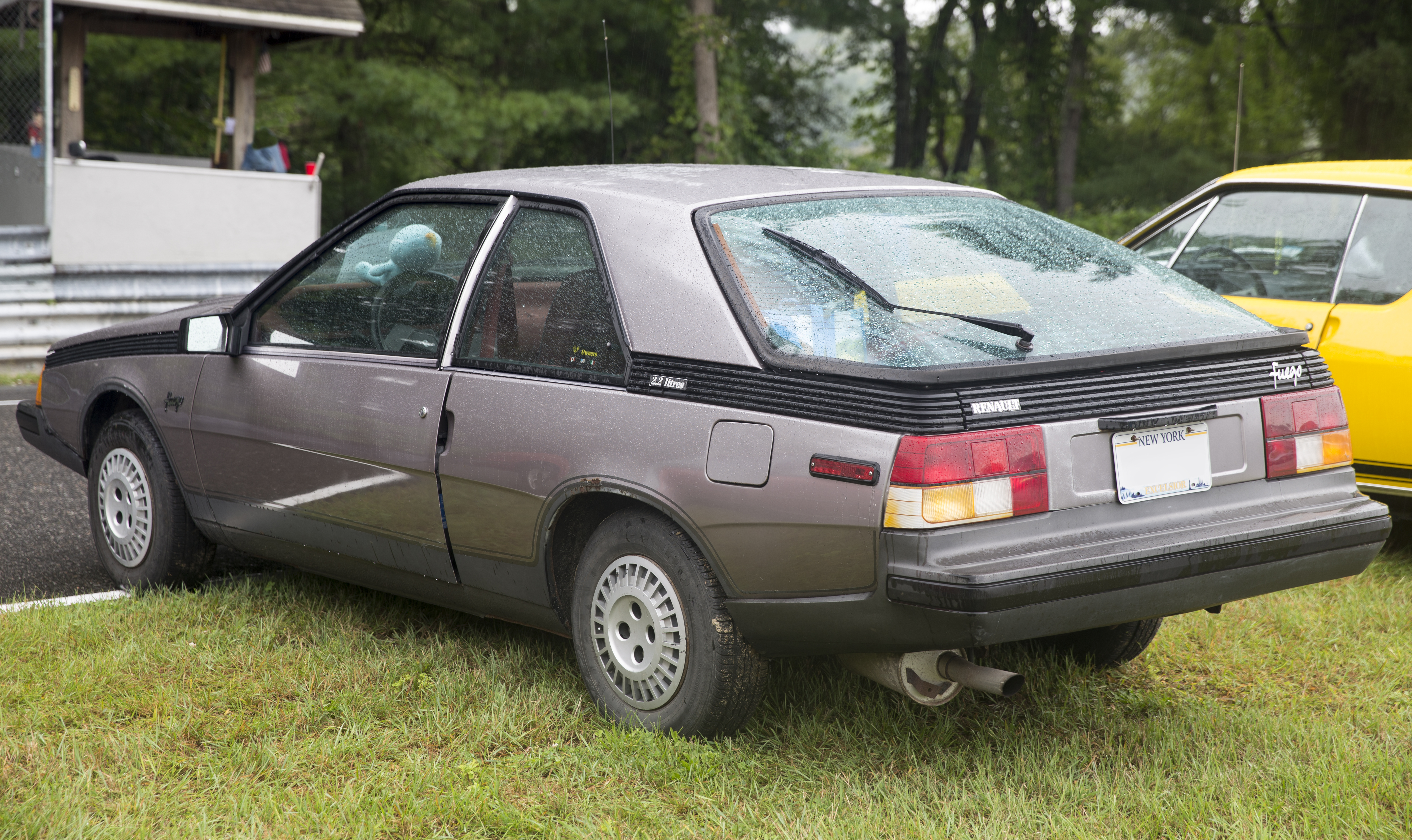

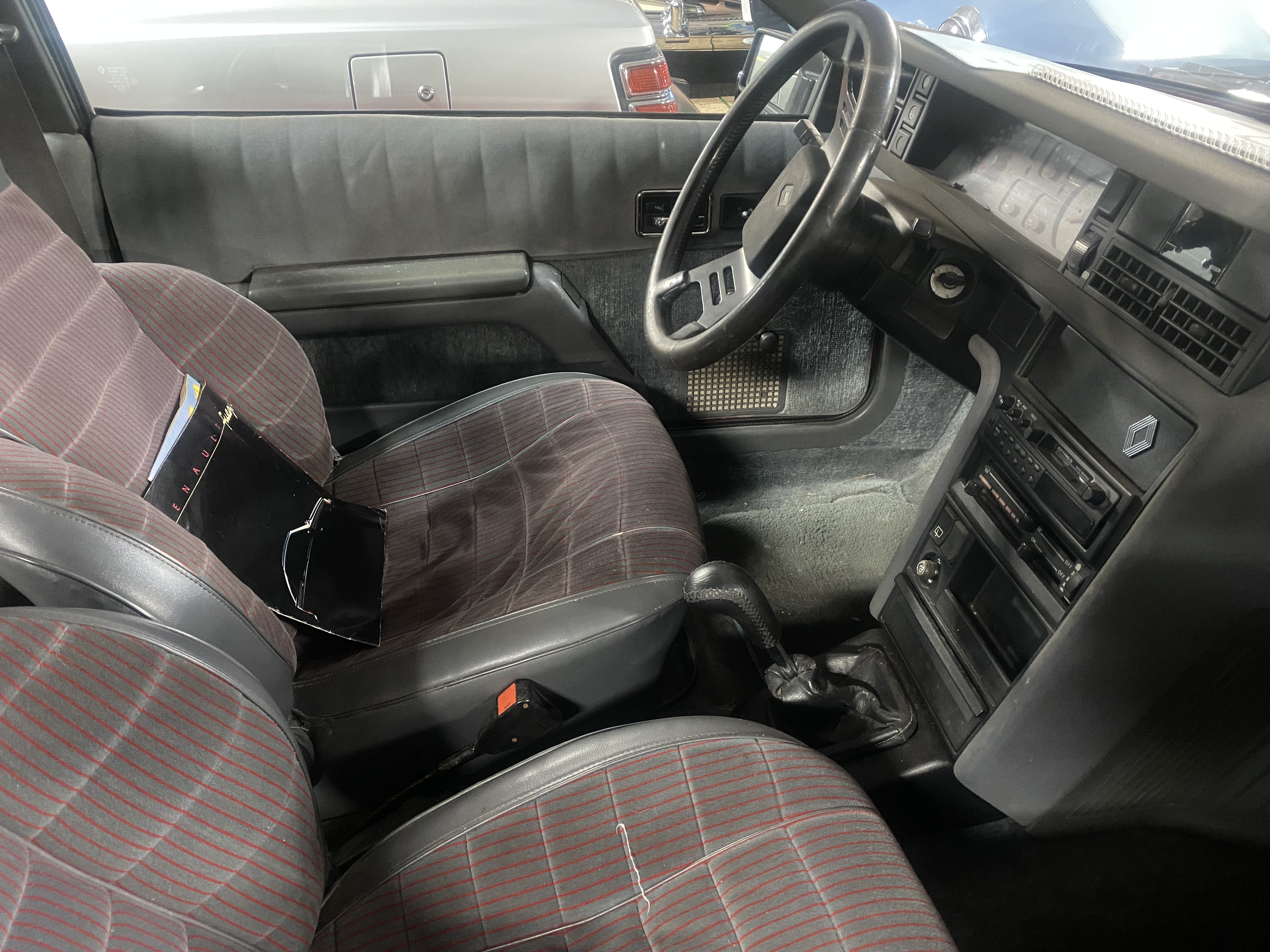

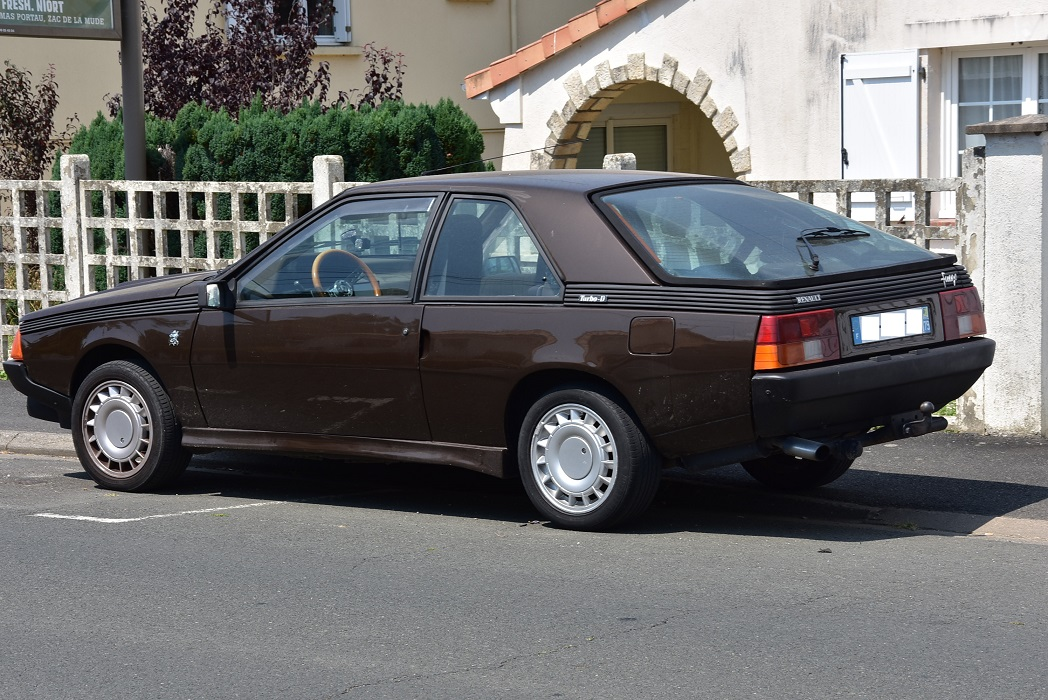
турбодизель, 1982

Дизайн Fuego був створений Мішелем Жардін (Michel Jardin), який працював в команді Робера Опро (Robert Opron), який раніше брав участь в розробці Citroën SM, Citroën GS, Citroën CX і Renault 25.
Європейські машини мали такі комплектації: 1,4 L TL, GTL, 1,6 L TS, GTS (механічна і автоматична трансмісії), 2,0 L TX і GTX (механічна і автоматична трансмісії). 2,1 L Turbo Diesel продавався на європейських ринках в 1982-1984 роках. Fuego Turbo (тільки з механічною коробкою передач) був доданий в 1983 році і мав оновлену решітку радіатора, бампери, дизайн коліс і нову приладову панель на моделях LHD. Для США в 1982-1983 роках пропонувалася версія з 1,6 л двигуном (звичайним або з турбонаддувом), в 1984–1985-х роках — 2,2 л двигуном.
Згідно з офіційними даними Renault, в цілому випущено 265,367 машин. У Франції (без урахування Іспанії та Аргентини) вироблено 226,583 автомобілів з 1980 по 1985 рік.
Fuego оснащувався безліччю додаткових опцій, серед яких шкіряний інтер'єр, багатофункціональний маршрутний комп'ютер, круїз-контроль, кондиціонер (заводський або дилерський з термостатом), а також електричний люк «Webasto» на даху.
Renault продавав Fuego у Великій Британії, сподіваючись залучити покупців Opel Manta і Ford Capri. У 1981-1982 році він мав деякий успіх, проте надалі продажі впали й у 1986 році пропонувалося всього дві моделі — GTS і Turbo.

## Двигуни
- 1,397 л I4
- 1,565 л A5L turbo I4
- 1,649 л type 841/843/A2M I4
- 1,995 л type 829/J6R I4
- 2,165 л J7T I4
- 2,068 л J8S td I4